# Instituto Nacional de Investigaciones Nucleares
El Instituto Nacional de Investigaciones Nucleares (ININ) es una institución del estado mexicano, dependiente de la Secretaría de Energía.
  
Fue fundado el 1 de enero de 1956 bajo el nombre de Comisión Nacional de Energía Nuclear (CNEN) por el gobierno del presidente Adolfo Ruiz Cortines. Se encuentra ubicado en el km. 36.5 de la Carretera México-Toluca s/n, La Marquesa, municipio de Ocoyoacac, estado de México.
En 1972, la CNEN cambió su nombre a Instituto Nacional de Energía Nuclear y en 1979 con la emisión de la Ley Nuclear (reglamentaria del artículo 27 constitucional sobre la materia), la institución se transformó para crear la Comisión Nacional de Seguridad Nuclear y Salvaguardias, el Instituto Nacional de Investigaciones Nucleares, Uranio Mexicano (ya desaparecida) y la Comisión Nacional de Energía Atómica (que nunca entró en función).
El ININ realiza investigación y desarrollo en el área de la ciencia y tecnología nucleares y proporciona servicios especializados y productos a la industria en general y a la rama médica en particular.

## Instalaciones y laboratorios
Dispone de las siguientes instalaciones:
- Reactor nuclear de investigación TRIGA Mark III, con flujo de 1013 n/cm²/s.

- Acelerador de protones Tandem Van de Graaff, 100 nA y 12 MeV de energía máxima.

- Acelerador de iones Tandetrón con una energía de 2 MeV en terminal.

- Acelerador de electrones Pelletron 40$\mu$A y 1 MeV de energía máxima.

- Irradiador industrial de 60Co de 440 kCi y razón de dosis de 3.2 kGy/h y dos irradiadores gamma experimentales, con razones de dosis de 0.58 y 0.08 kGy/h, respectivamente.

- Laboratorio de Materiales: corrosión, mecánica de fractura y pruebas no destructivas de materiales.

- Planta de Producción de Radioisótopos: se generan 27 productos marcados con 131I y 125I, generadores de tecnecio (99mTc), con actividades de 1 mCi hasta 1.4 Ci y 14 productos para ser marcados externamente. Los usos en medicina contemplan tratamiento, diagnóstico y radioinmunoanálisis.

- Laboratorio de Fluorescencia de Rayos X: se cuenta con un equipo de fluorescencia de rayos X por reflexión total, con geometría tradicional de 45°, cámara espectrométrica de geometría variable con monocromador, generador de rayos X de 60kV, 60mA y detector de Si-Li de alta resolución, analizador multicanal y programa de adquisición de datos WinTXRF.

Metales de transición interna: se realizan estudios de identificación, separación y recuperación de lantánidos y actínidos; aplicación en residuos radiactivos y producción de molibdeno. 